# 武东路
武东路是中華人民共和國上海市杨浦区一條西北-東南走向道路。道路西北起自吉浦路，東至政民路。道路全长1040米，宽12米，车行道宽7米至7.6米。道路西段最初是万国体育会的赛马场，中華民国34年（1945年）修築土路，1953年向东南延伸。1958年起名武东路，路名來自於内蒙古自治區歷史上的武东縣。道路沿途有上海財經大學武东路校區、復旦大學邯鄲校區北區、上海濟光職業技術學院楊浦校區。